# Aphelia
Aphelia – szósty album niemieckiej grupy Scream Silence, wydany w 2007 roku.

## Lista utworów
1. „My Eyes” – 6:56
2. „Harvest” – 3:55
3. „Kerosene” – 3:57
4. „The Vitriol” – 4:20
5. „Nothingness” – 5:45
6. „My Tenebrous Illusion” – 3:54
7. „Unspoken” – 6:25
8. „In Every Sin” – 3:20
9. „Riders” – 3:43
10. „Aphelia” – 10:39
11. „Harvest (live – bonus track)” – 4:57
12. „Consolation (live – bonus track)” – 4:10
13. „Immortal (Live – bonus track)” – 5:15